# Qālišuyān

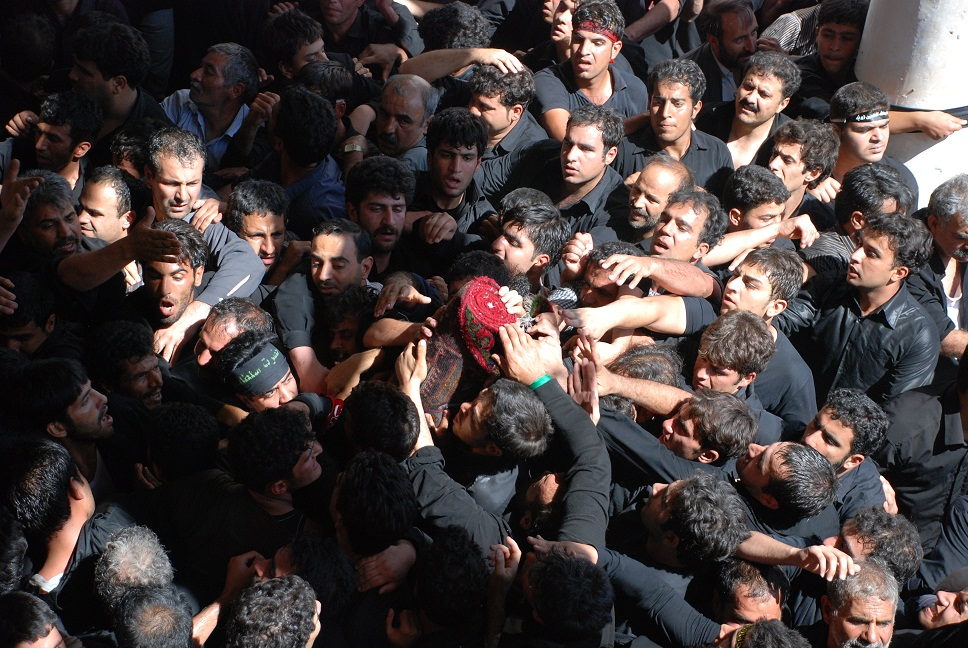
Rituali di Qālišuyān a Mašhad-e Ardehāl

Il rituale del Qālišuyān sono pratiche spirituali  celebrate nella città di Mashhad e Ardaha, in Iran, in memoria del leggendario Soltān Ali. Questo rito è stato inserito nel 2012 nella Lista rappresentativa del patrimonio culturale immateriale dell'umanità.

## Storia e leggenda
La leggenda narra del martirio di Soltān Ali il quale corpo fu inseguito nascosto in un tappeto e portato presso un ruscello per poi essere lavato e sepolto dai popoli di Xāve e Fin.
Il rituale viene celebrato il venerdì precedente il diciassettesimo giorno del mese di Mehr. Alla mattina la gente di Xāve si reca al mausoleo per spargere acqua di rose sul tappeto che verrà poi avvolto, e consegnato fuori dal mausoleo dagli abitanti di Fin che lava il tappeto con dell'acqua corrente e sparge acqua di rose sulla folla con degli appositi bastoncini di legno decorati.